# 六田知弘
六田 知弘（むだ ともひろ、1956年12月6日 - ）は、日本の写真家。奈良県御所市出身。

## 略歴
1956年奈良県御所市生まれ。1980年早稲田大学卒業。
1982年からヒマラヤのシェルパの村に暮らしながら撮影。1988年に写真展「ひかりの素足―シェルパ」を開催して以降、「自然や宇宙との根元的なつながり」を遠くに探りながら、ロマネスク美術、仏教遺跡、石、仏像、古美術品、風景、自然、建築物、人物など、さまざまな事象を対象に撮影し、写真展や写真集で発表。

## 企画展
- 「祈りの中世　ロマネスク美術写真展」[3][4]（国立西洋美術館）　2007年
- 「祈りの道　サンティアゴ巡礼の道と熊野古道」 ルイス・オカニャとの二人展[5]（和歌山県田辺、パリ、サンティアゴ、東京を巡回）　2008年
- 企画展「聖地・祈り・幻想―写真に見る内なる世界」展[6]（小海町高原美術館）　2011年
- 企画展「記憶の地層　現代アートシーンVI」[7]（小海町高原美術館）　2014年
- 六田知弘写真展「3・11 時のイコン 東日本大震災の記憶」[8]（渋谷区立松濤美術館）　2014年
- 企画特別展「蓮―清らかな東アジアのやきもの×写真家・六田知弘の眼」[9][10]（大阪市立東洋陶磁美術館）　2014年
- 「写真家・六田知弘　宇宙のかけら―御所 GOSE」[11]（アートエリアB1、御所まち町家赤塚邸）　2017年
- 六田知弘写真展「記憶のかけら Shards of Memory」[12]（知半アートプロジェクト、登録有形文化財「旧菅沼家住宅：知半庵」）　2017年
- 六田知弘写真展「壁－ヒミツノアリカ」[13]（池田20世紀美術館）　2018年
- 六田知弘写真展「仏宇宙」[14]（相田みつを美術館）　2020年
- 日本写真家協会創立70周年記念「日本の現代写真1985－2015」（東京都写真美術館）2021年
- 六田知弘・佐々木香輔 写真展「運慶と快慶」（相田みつを美術館）2023年

## 個展（国内）
- 「ひかりの素足―シェルパ」（新宿ニコンサロン／東京）1988年
- 「ポリの肖像」（I.C.A.C.ウェストンギャラリー／東京）1993年
- 「シロスの廻廊」（エグザイル・ギャラリー／京都）　2002年
- 「祈りの空間、祈りのかたち」（インプレオ／東京）　2004年
- 「ポリ」（インプレオ・ギャラリー／東京）　2004年
- 「雲岡」（繭山龍泉堂／東京）　2005年
- 「雲岡」（インプレオ・ギャラリー／東京）　2005年
- 「巡礼日本美」（日本橋三越本店／東京）　2005年
- 「ローマ・時の壁」（ギャラリー福果、インプレオ・ギャラリー／東京＜同時開催＞）　2005年
- 「郷愁：Nostargia for Italy」（インプレオ・ギャラリー／東京）　2005年
- 「poli」（ギャラリー福果／東京）　2006年
- 「鉄の貌」（宇井浩一コレクションより）（ギャラリー福果／東京）　2007年
- 「ロマネスク　闇に棲むもの」（ギャラリー福果／東京）　2008年
- 「祈りの道　サンティアゴ巡礼の道と熊野古道」ルイス・オカニャとの二人展 （相田みつを美術館）　2008年
- 「シトーの光」（繭山龍泉堂／東京）　2009年
- 「Al oeste 西へ」（gallery uchiumi　ギャラリー内海／東京）　2009年
- 「壁の記憶」（丸の内ギャラリー／東京）　2010年
- 「雲岡 仏宇宙」（繭山龍泉堂／東京）　2011年
- 「シトー　光の聖堂」（古美術 長野／東京）2011年
- 「OKUGAKE」（金峯山寺本地堂／奈良県吉野山）　2012年
- 「ひかりの素足　シェルパ　再び」（ギャラリーYYZ／東京・広尾）　2012年
- 「石の時 ―宇宙との対話、祈りのトポス―」（繭山龍泉堂／東京）　2013年
- 「3.11時のイコン ―東日本大震災の記憶―」 （相田みつを美術館）　2013年
- 「水ノ貌 MIZU NO BO」偶然と必然の間に・地/水/火/風/空（加島美術／東京京橋）　2014年
- 「ボロブドゥール Borobudur」（繭山龍泉堂／東京京橋）　2015年
- 「地／空ノ貌 CHI・KU NO BO」偶然と必然の間に・地/水/火/風/空」（加島美術／東京京橋）　2015年
- 「壁」（ギャラリー古今／東京洗足池）　2015年
- 「火／風ノ貌 KA・FU NO BO」偶然と必然の間に・地/水/火/風/空」（加島美術／東京京橋）　2016年
- 「ロマネスク」（繭山龍泉堂／東京京橋）　2017年
- 「壁/石・記憶」 （アート玄羅／石川）　2017年
- 「MINAMO」 （ルカ スカンジナビア／銀座）　2019年
- 「石の聲」 （アート玄羅／石川）　2019年
- 「仏宇宙」（相田みつを美術館／東京有楽町）2020年
- 「地空の間」 （アート玄羅／石川）　2020年
- 「時のイコン2021」（√K Contemporary／東京飯田橋）2021年
- 「時のイコン2021」（ポルテ金沢／石川）2021年
- 「シトーの光」（アート玄羅／石川）2021年
- 「アメツチアキツ」（東京黎明アートルーム／東京中野）2021年
- 「MIZU」（アート玄羅／石川）2022年
- 「wall」（RYUSENDO GALLERY／東京京橋）2023年
- 「あめつち大和」（古民家ギャラリーら・しい／奈良県）2023年
- 「床の記憶　南製作所」（ギャラリー南製作所／東京大田）2023年

## 個展（海外）
- 「Ritratti di Poli」（Parazzo Conti／イタリア）　1994年
- 「闇の中」（Galerie Etienne de Causans／パリ） 開催　2008年
- 「Clair Obscur」（Galerie Frederic Moisan／フランス・パリ）　2009年
- 「サンティアゴ巡礼の道　六田知弘　東洋のまなざし」(Spanisches Generalkonsulat Hannover／ハノーファー, ドイツ）　2011年
- 「サンティアゴ巡礼の道　六田知弘　東洋のまなざし」（スペイン・セルバンテス文化センター／ハンブルク, ドイツ）　2011年
- 「LES MURS DU TEMPS」（時の壁） （Galerie Yoshii Paris／フランス・パリ）　2013年
- 「Icons of Time Memories of the Tsunami that Struck Japan Photographs by Tomohiro Muda」（The Japan Foundation Gallery, Sydney／オーストラリア）　2016年
- Tomohiro Muda: Mizu-no-bo "Aspects of Water"（Erik Thomsen／ニューヨーク）　2016年
- ICONS OF TIME; Memories of the Tsunami that Struck Japan - A photographic exhibition by Tomohiro Muda[15]（The Fitzrovia Chapel／ロンドン）　2017年
- The Way of St. James. Tomohiro Muda, a eastern view(Municipal Auditorium / Ávila、スペイン )　2017年
- Waves of the Lotus（Yehjinfal, Taipei　台湾）　2017年
- The Way of St. James. Tomohiro Muda, a eastern view(Civic Center Tomasa Cuevas / バルセロナ、スペイン) 2017年
- The Way of St. James. Tomohiro Muda, a eastern view（Gothic house / Barcelos、ポルトガル） 2017年
- The Way of St. James. Tomohiro Muda, a eastern view(Chapel of San Esteban /Astorga、スペイン) 　2017年

## 写真集
- 「ひかりの素足　シェルパ」（1990年／IPC。アルファベータブックス刊）※版元絶版
- 「ポリの肖像（Portraits of Poli）」（2000年／シングルカット刊）
- 「巡礼・日本美」（2005年／インプレオ発行）
- 「In Praise of Japanese Beauty / Japanese Aesthetics Through the Lens of Tomohiro Muda」（2006年／コエランス発行）
- 「ロマネスク　光の聖堂」、執筆：ダーリング常田益代、池上俊一（2007年／淡交社発行）※版元絶版
- 「祈りの道　サンティアゴ巡礼の道と熊野古道」　※非売品
- 「雲岡石窟　仏宇宙」（うんこうせっくつ　ぶつうちゅう）、解説：東山健吾／八木春生（2010年／冨山房インターナショナル刊）
- 「OKUGAKE　吉野から熊野へ、駈ける」、監修：金峰山寺（2012年／LLPブックエンド発行）。
- 「石と光 シトーのロマネスク聖堂」、解説：ダーリング常田益代（2012年／平凡社発行）
- 「ブッダ 今を生きる言葉」（2012年／パイ インターナショナル発行）
- 「時のイコン 東日本大震災の記憶」（2013年／平凡社発行）
- 「ロマネスク　光と闇にひそむもの」（2017年／生活の友社発行）、解説：粟津則雄・ダーリング常田益代
- 「仏宇宙 Buddha Universe」（2020年／生活の友社発行）
- 「東京国立博物館の至宝」（2020年／ブックエンド発行）
- 「川越氷川神社本殿　江戸彫りの極致」（2022年／川越氷川神社発行）
- 「運慶　六田知弘写真集」（2023年／求龍堂発行）

## 連載・寄稿
- 『和樂』小学館：連載名「日本美・クローズアップ」（2003年から2005年まで連載）
- 『月刊なごみ』淡交社：連載名「祈りのかたち」（2008年より1年間連載）
- 『月刊美術の窓』生活の友社：連載名「美の棲むところ」（2013年11月号より継続中）
- 『陶説』2016年12月号、日本陶磁協会発行：「汝窯水仙盆撮影記―大阪市立東洋陶磁美術館　特別展「台北 國立故宮博物院―北宋汝窯青磁水仙盆」に寄せて」
- 『nippon.com』：連載名「仏像にまみえる　六田知弘の古仏巡礼 」（2024年4月から連載中）

## 関連書籍・雑誌
- 「サンデー毎日」（2013年3月5日発売号）：巻頭グラビアで7ページでシリーズ「時のイコン」28点掲載。
- 「日本美術全集」第20回配本「日本美術の現在・未来（1996～現在）」（2016年／小学館発行）※第5章「写真表現の更新」に現代写真家の一人として「時のイコン」が掲載

## TV出演
- NHK日曜美術館アートシーン「祈りの道　サンティアゴ巡礼の道と熊野古道」（2009年2月8日放送）
- NHK BSプレミアム「雲岡石窟 美の全貌」（2013年2月16日放送）
- NHK日曜美術館アートシーン「3.11　時のイコン 東日本大震災の記憶」（2013年3月10日放送）
- NHKひるまえほっと「“モノの声”に耳を傾けて 写真家六田知弘さん」（2014年1月17日放送）
- NHK首都圏ネットワーク「“モノの声”に耳を傾けて 写真家六田知弘さん」（2014年1月20日放送）
- NHKワールドTV「Every Picture Tells a Story」（2014年2月11日放送）